# Shin Joon-sup
Shin Joon-Sup (hangul: 신준섭; hanja: 申俊燮; rr: Sin Jun-seob; 17 de junho de 1963) é um boxeador sul-coreano, campeão olímpico.

## Carreira
Shin começou a lutar boxe aos dezesseis anos em 1980 e se tornou membro da seleção sul-coreana de boxe em 1983 para participar da King's Cup Boxing, onde ganhou a prata em sua categoria. Ele se formou em Educação Física pela Universidade Wonkwang. Conquistou a medalha de ouro nos Jogos Olímpicos de Verão de 1984 em Los Angeles, após derrotar o estadunidense Virgil Hill na categoria peso médio e consagrar-se campeão.